# Palladium (biograf, Borlänge)
Palladium, tidigare biograf belägen vid Sveatorget i Borlänge. Biografen servade som stadens premiärbiograf fram till nedläggningen 1986.

## Historia
Biografen drevs av Svensk Filmindustri från 1919 fram till att biografen stängdes 1986. Den ritades tillsammans med huset av arkitekten Edward Dahlbäck. Biografen var en av många salonger där tonfilmsanläggningar från AGA-Baltic installerades i under 1930-talet. Salongen användes efter nedläggningen sporadiskt som eventhall för olika musikevenemang. Efter många år av förfall blev salongen otjänlig som plats för musikevenemang och ägarna av fastigheten hade inga ekonomiska medel för att rusta byggnaden. Borlänge kommun köpte fastigheten av den privata ägaren och rustade lokalerna. Den nyrenoverade biografen som nu blivit en kontorslokal med väldigt högt i tak återinvigdes på hösten 2008. Idag huseras lokalen av reklambyrån Sprida.